# Domenico Ronconi
Pour les articles homonymes, voir Ronconi.
Domenico Ronconi, né le 11 juillet 1772 à Lendinara et mort le 13 avril 1839 à Milan, est un ténor et professeur de chant italien.

## Biographie
Domenico Ronconi fait ses débuts à Venise en 1797. De 1801 à 1805, il chante notamment à Saint-Pétersbourg puis rentre en Italie où il se produit à La Scala de Milan. Il y crée des rôles dans des opéras de Giuseppe Mosca, d'Orlandi et de Lamberti. En 1809, il chante à l'Opéra italien de Vienne, puis à Paris en 1810. Il fait ensuite partie du Bayerische Staatsoper de Munich de 1819 à 1829. Il rentre ensuite en Italie où il ouvre son école de chant.
Il a eu trois fils qui sont chacun devenus musiciens : Giorgio Ronconi, Felice Ronconi et Sebastiano Ronconi.